# بلک‌واتر (کورن‌وال)
بلک‌واتر (به انگلیسی: Blackwater) یک روستا در بریتانیا است که در سنت اگنس، کورن‌وال واقع شده‌است.